# Jacob Stensson
Jacob Tim Fredrik Stensson, född 24 mars 1997, är en svensk fotbollsspelare som spelar för IK Brage.

## Karriär
Stensson började spela fotboll som sexåring i Djurgårdens IF. Som 15-åring gick han till IF Brommapojkarna.
I april 2016 skrev han på ett tvåårskontrakt med BP. Stensson lämnade sedan Brommapojkarna i juni 2017 för spel i collage i USA.
Han spelade för fotbollsklubben Denver Pioneers och studerade vid Denver University.  Efter att Stensson tog examen i USA så flyttade han hem till Sverige igen. Han spelade 65 matcher för Denver Pioneers och gjorde 5 mål och 18 assists.
I februari 2022 värvades Stensson av IK Brage, där han skrev på ett tvåårskontrakt. I december 2023 förlängde han sitt kontrakt med två år.

## Karriärstatistik
| Klubb              | Säsong             | Liga                                    | Liga    | Liga | Nationell cup | Nationell cup | Totalt  | Totalt |
| Klubb              | Säsong             | Division                                | Matcher | Mål  | Matcher       | Mål           | Matcher | Mål    |
| ------------------ | ------------------ | --------------------------------------- | ------- | ---- | ------------- | ------------- | ------- | ------ |
| IF Brommapojkarna  | 2016               | Division 1                              | 11      | 0    | 5             | 0             | 16      | 0      |
| IF Brommapojkarna  | 2017               | Superettan                              | 5       | 0    | 0             | 0             | 0       | 0      |
| IF Brommapojkarna  | Totalt             | Totalt                                  | 16      | 0    | 5             | 0             | 21      | 0      |
| Denver Pioneers    | 2017               | NCAA Division l men's soccer tournament | 18      | 0    | 0             | 0             | 18      | 0      |
| Denver Pioneers    | 2018               | NCAA Division l men's soccer tournament | 20      | 0    | 0             | 0             | 20      | 0      |
| Denver Pioneers    | 2019               | NCAA Division l men's soccer tournament | 19      | 2    | 0             | 0             | 19      | 2      |
| Denver Pioneers    | 2020               | NCAA Division l men's soccer tournament | 8       | 3    | 0             | 0             | 8       | 3      |
| Denver Pioneers    | Totalt             | Totalt                                  | 65      | 5    | 0             | 0             | 65      | 5      |
| IK Brage           | 2022               | Superettan                              | 27      | 0    | 3             | 0             | 30      | 0      |
| IK Brage           | 2023               | Superettan                              | 26      | 2    | 4             | 0             | 30      | 2      |
| IK Brage           | 2024               | Superettan                              | 9       | 0    | 3             | 0             | 12      | 0      |
| IK Brage           | Totalt             | Totalt                                  | 62      | 2    | 10            | 0             | 72      | 2      |
| Totalt i karriären | Totalt i karriären | Totalt i karriären                      | 143     | 7    | 15            | 0             | 158     | 7      |

## Privatliv
Han är tvillingbror till fotbollsspelaren Daniel Stensson som spelar för Djurgårdens IF.